# Brennhof (Wilburgstetten)
Brennhof ist ein Gemeindeteil der Gemeinde Wilburgstetten im Landkreis Ansbach (Mittelfranken, Bayern). Brennhof liegt in der Gemarkung Knittelsbach.

## Geografie
Der Weilers ist von Weihern umgeben: Im Norden Erbsenweiher, im Süden Rappelach, Thiergart und Krummweiher und im Westen Meister-, Schwarz- und Haferweiher. Diese werden von zwei Bächen gespeist die etwas weiter westlich als linke Zuflüsse in die Wörnitz münden. 1 km nördlich erhebt sich der Steckenberg (509 m ü. NHN). Eine Gemeindeverbindungsstraße führt nach Villersbronn (1,9 km nordöstlich) bzw. zur Bundesstraße 25 bei Wilburgstetten (0,7 km südwestlich).

## Geschichte
Die Fraisch über Brennhof war strittig zwischen dem oettingen-spielbergischen Oberamt Dürrwangen, dem ansbachischen Oberamt Wassertrüdingen und der Reichsstadt Dinkelsbühl. Die Grundherrschaft über den Ganzhof hatte das Spital der Reichsstadt Dinkelsbühl inne. Von 1797 bis 1808 unterstand der Ort dem Justiz- und Kammeramt Wassertrüdingen.
Im Jahr 1809 wurde Brennhof infolge des Gemeindeedikts dem Steuerdistrikt und der Ruralgemeinde Villersbronn zugeordnet. Mit dem Zweiten Gemeindeedikt (1818) wurde der Ort neu gebildeten Ruralgemeinde Knittelsbach zugewiesen. Am 1. April 1971 wurde Brennhof im Zuge der Gebietsreform in Bayern nach Dinkelsbühl eingegliedert.

### Einwohnerentwicklung
| Jahr      | 001818 | 001840 | 001861 | 001871 | 001885 | 001900 | 001925 | 001950 | 001961 | 001970 | 001987 |
| Einwohner | 16     | 8      | 9      | 10     | 9      | 13     | 8      | 13     | 9      | 12     | 15     |
| Häuser    | 2      | 2      |        |        | 2      | 2      | 2      | 2      | 2      |        | 3      |
| Quelle    | [ 12 ] | [ 13 ] | [ 14 ] | [ 15 ] | [ 16 ] | [ 17 ] | [ 18 ] | [ 19 ] | [ 20 ] | [ 21 ] | [ 1 ]  |

## Religion
Der Ort ist römisch-katholisch geprägt und war ursprünglich nach St. Peter und Paul (Halsbach) gepfarrt, seit der ersten Hälfte des 19. Jahrhunderts ist die Pfarrei St. Margareta (Wilburgstetten) zuständig. Die Protestanten sind nach St. Peter (Sinbronn) gepfarrt.